# Lowlife (Poppy)
Lowlife è un singolo della cantante statunitense Poppy, pubblicato sotto il nome di That Poppy. Lowlife è la traccia lead del suo EP di debutto Bubblebath, e fu pubblicato il 24 luglio 2015.
Lowlife ha due remix ufficiali. Il primo fu pubblicato in collaborazione con il cantante hip hop Travis Mills il 16 ottobre 2015, anche se in seguito l'audio del remix fu reso privato, per poi rimuovere la traccia stessa da ogni sito di streaming. Un secondo remix fatto in collaborazione con DJ Slushii fu rilasciato il 28 aprile 2016; questa versione della canzone apparve anche sull'album di raccolta della Island Records Island Life Dance, Vol. 2 il 13 maggio 2016.

## Tema
Poppy, quando fu intervistata da Teen Vogue, disse questo su Lowlife:
"Questa canzone parla di me e degli alti e bassi del vivere da sola. Poi di quando incontri qualcuno mentre sei in un momento difficile. E quella persona, se è un amico o un amante, stravolge il tuo mondo e rende un momento brutto il momento più bello."
La traccia affronta tematiche pesanti sulla solitudine. descrivendo la vita di Poppy dopo essere andata a vivere da sola. Il ritmo reggae della canzone contrasta con il messaggio tetro, dando al tono iniziale deprimente della traccia un'atmosfera più energica.

## Video musicale
La première del video è avvenuta il 24 luglio 2015. Il videoclip è stato diretto da Titanic Sinclair.
Il videoclip inizia con Poppy seduta in mezzo ad un triangolo bianco nella posa del Bafometto, due ballerini vestiti di bianco la circondano. Nel corso del video, vediamo delle figure mascherate in sedie a rotelle che discutono di Poppy alle sue spalle. Più tardi, il Diavolo (interpretato da Brandon Burtis) accompagna la cantante, mettendosi in posa con ella all'interno di un uovo schiuso e uno di fronte all'altro a tavola. Mentre conversano, il Diavolo fa dei gesti suggestivi che Poppy tenta di ignorare. Tutto ciò culmina con il Diavolo che mette una banana in bocca, imitando la fellatio e mettendo la cantante a scomforto. Allora Poppy esce dallo studio, con il demonio che la segue contrariato, fino a quando lei non esce dall'intero edificio. 
Una volta fuori, il Diavolo la lascia andare. Fuori, molti fan con delle foto da autografare in mano aspettano la sua comparsa. Poppy tira fuori un pennello con della pittura rossa con cui cosparge le foto, per poi entrare in un furgone. All'interno del veicolo, l'attende due donne, una delle quali le da una maschera per l'ossigeno contenente un qualche tipo di droga. Allora ritorna nello studio e spinge gli uomini nelle sedie a rotelle, implicando che rifiuta il loro controllo. Al termine del video, blocca la camera con le sue mani.
Per tutto il video, sono presenti simboli satanici e degli Illuminati, come l'Occhio della Provvidenza, teschi, e tinte massoniche.

## Accoglienza
Lowlife è stato ricevuto molto positivamente dai critici. Il videoclip del singolo è il video più visualizzato sul canale YouTube di Poppy; la traccia stessa è fra le più riprodotte della cantante su Spotify, ed è stata persino suonata su BBC Radio. A marzo la canzone è stata trasmessa da più stazioni radio, a partire da Disney Radio con una versione pulita chiamata Lowlife (RD Version), trasmessa per la prima volta il 6 marzo 2016. Il remix di Slushii è stato anche aggiunto temporaneamente alla playlist di Spotify "FRESH EDM". Lowlife è stato inoltre incluso nella compilazione "Now That's What I Call Music! 58 anni" in Nord America, ed è stato nominato per un premio TigerBeat "19 Under 19 - Most Influential Song" nel settembre 2016. PopularTV ha descritto in particolare Lowlife come una canzone che "ti farà venire voglia di tirare fuori le tue vecchie Vans a scacchi e passare il tempo con i ragazzi skater".